# Amblyomma americanum
Amblyomma americanum är en fästingart som beskrevs av Carl von Linné 1758. Amblyomma americanum ingår i släktet Amblyomma och familjen hårda fästingar. Inga underarter finns listade i Catalogue of Life. Bett av fästingen har observerats orsaka allergi mot rött kött.

## Bildgalleri

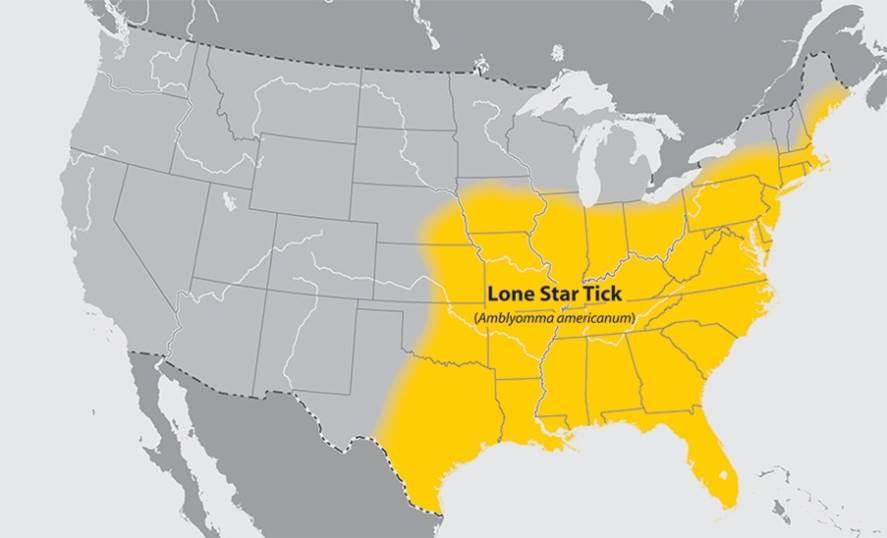
Utbredning.
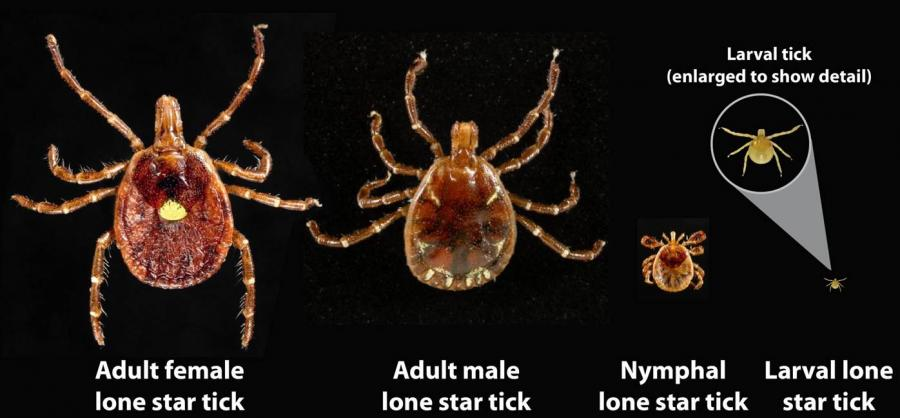
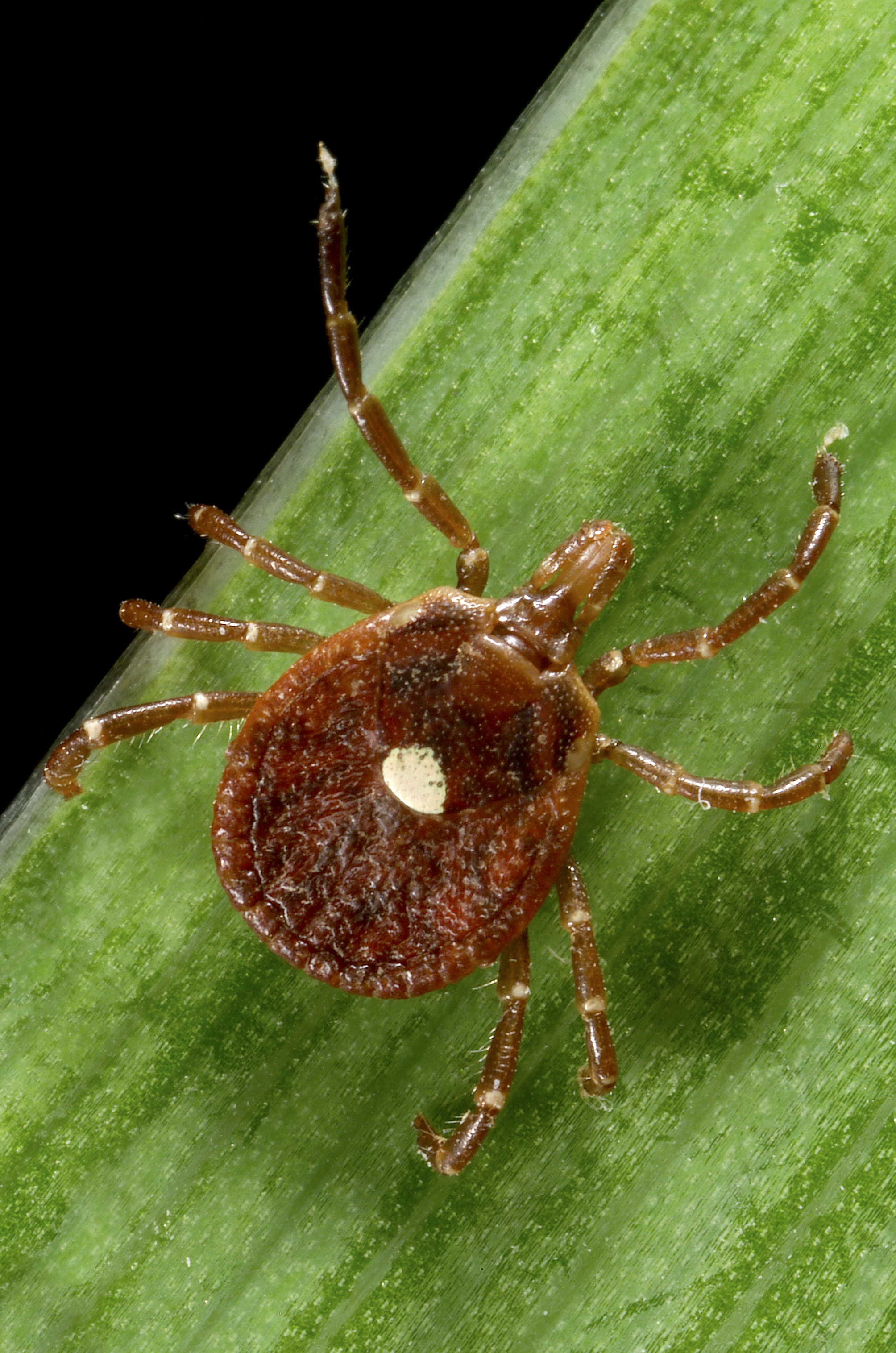